# 12 april
12 april är den 102:a dagen på året i den gregorianska kalendern (103:e under skottår). Det återstår 263 dagar av året.

## Återkommande bemärkelsedagar

### Helgdagar
- Påskdagen firas i västerländsk kristendom för att högtidlighålla Jesu återuppståndelse efter korsfästelsen, åren 1846, 1857, 1868, 1903, 1914, 1925, 1936, 1998, 2009, 2020, 2093, 2099.

## Namnsdagar

### I den svenska almanackan
- Nuvarande – Liv
- Föregående i bokstavsordning
  - Gillis – Namnet förekom på 1790-talet på 1 september, men utgick sedan. Det återinfördes på dagens datum 1986, men utgick 2001.
  - Julius – Namnet fanns, till minne av påven och martyren Julius I, som dog denna dag 352, sedan gammalt på dagens datum. Det fanns kvar där ända till 2001, då det flyttades till 16 februari, för att där göra sällskap med Julia.
  - Liv – Namnet infördes 1986 på 2 oktober. 1993 flyttades det till 15 januari och 2001 till dagens datum.
- Föregående i kronologisk ordning
  - Före 1901 – Julius
  - 1901–1985 – Julius
  - 1986–1992 – Julius och Gillis
  - 1993–2000 – Julius och Gillis
  - Från 2001 – Liv
- Källor
  - Brylla, Eva (red.): Namnlängdsboken, Norstedts ordbok, Stockholm, 2000. ISBN 91-7227-204-X
  - af Klintberg, Bengt: Namnen i almanackan, Norstedts ordbok, Stockholm, 2001. ISBN 91-7227-292-9

### Finlandssvenska almanackan
- Nuvarande från 2025[1] – Julia, Julius, Jill, Julian, Juliana

- I föregående i revideringar[2]
  - 1929–1951 – Eira
  - 1952–1972 – Julius
  - 1973–1999 – Julius, Julia
  - 2000–2014 – Julius, Julia, Juliana
  - 2015–2019 – Julius, Julia, Juliana, Jill
  - 2020–2024 – Julia, Julius, Jill, Juliana

## Händelser
- 238 – Den romerske usurpatorkejsaren Maximinus Thrax' numidiska styrkor invaderar provinsen Africa (i nuvarande Tunisien) med hjälp av den romerska legionen Augusta. Motkejsaren Gordianus II, som har utnämnts av senaten den 22 mars, för att stoppa Maximinus Thrax, försöker med sina styrkor stoppa invasionen, men stupar i slaget vid Karthago. När hans far Gordianus I, som har utnämnts till hans medkejsare samtidigt med honom, får budskap om sonens nederlag väljer han att begå självmord, för att undkomma den segrande Maximinus Thrax' hämnd. Denne beger sig mot Rom för att inta staden, men blir några veckor senare dödad av sina egna soldater.
- 1111 – Silvester IV, som har varit motpåve sedan 1105, avsäger sig sina anspråk på påvestolen och erkänner Paschalis II som legitim påve. Silvester har dittills haft stöd av den tysk-romerske kejsaren Henrik V, men sedan denne och Paschalis dagen innan har nått en deluppgörelse i sin konflikt om investitur av biskopar har Henrik inte längre någon anledning att motsätta sig Paschalis anspråk och därmed behöver han inte längre någon motpåve.
- 1167 – Den svenske kungen Karl Sverkersson av den sverkerska ätten blir mördad vid borgen Näs på Visingsö av tronkrävaren Knut Eriksson från den erikska, som gör anspråk på kungamakten eftersom hans far Erik den helige var kung före Karl, men själv blev mördad. Knut utropar sig till ny kung av Sverige, men tvingas först bekämpa Karls halvbröder Kol och Burislev Sverkersson, som också gör anspråk på kungamakten efter sin halvbrors död.
- 1798 – En månad efter att franska trupper under napoleonkrigen helt har ockuperat Schweiz och det 500-åriga schweiziska edsförbundet har kollapsat går 121 kantonombud samman och utropar den Helvetiska republiken.[3] Man förbjuder kantonernas tidigare självständighet och de gamla feodala privilegierna, men många schweizare motsätter sig detta. Även om uppror mot den nya staten slås ner befinner sig landet i politiskt kaos och är dessutom ockuperat av franska trupper. 1803 låter den franske förste konsuln Napoleon Bonaparte upplösa republiken och återskapa den gamla schweiziska förbundsstaten.
- 1861 – Klockan 04.30 på morgonen inleds det amerikanska inbördeskriget, genom att sydstaterna börjar bombardera Fort Sumter i South Carolina. Det har i flera månader rått spänningar mellan nord- och sydstaterna och detta blir den tändande gnistan till kriget, som kommer att vara i fyra år.
- 1945 – Efter att ha suttit på posten i drygt tolv år avlider den amerikanske presidenten Franklin D. Roosevelt av hjärnblödning. Han efterträds därmed samma dag av vicepresidenten Harry S. Truman. Hans dödsfall sker en knapp månad innan andra världskriget, som USA har varit inblandat i sedan 1941, tar slut i Europa. Roosevelt blir unik i den amerikanska presidenthistorien, genom att vara den ende, som har suttit i fler än två perioder (en grundlagsändring 1951 förbjuder någon att sitta längre än så).
- 1954 – Den amerikanska rockgruppen Bill Haley & His Comets spelar in låten ”Rock Around the Clock” på Pythian Temple studios i New York. Låten har spelats in tidigare av andra artister, men detta blir den mest kända versionen och brukar anses vara musikstilen rock'n'rolls födelse.
- 1961 – Den sovjetiske kosmonauten Jurij Gagarin genomför världens första bemannade rymdfärd i rymdfarkosten Vostok 1 och blir därmed den första människan i rymden. Efter att på 108 minuter ha gått ett varv runt jorden landar farkosten, medan Gagarin några minuter tidigare har skjutit ut sig ur den och landar med fallskärm.
- 1981 – Den första amerikanska rymdfärjan (Columbia) skjuts upp från John F. Kennedy Space Center i Florida med uppdragsbeteckningen STS-1. Columbia kommer att genomföra 27 lyckade uppdrag, innan hon 2003 havererar under sitt 28:e.
- 1992 – Temaparken Euro Disneyland öppnas utanför Paris. Detta blir den andra Disneyparken utanför USA (den första öppnades i Tokyo 1983) och den fjärde i världen.

## Födda
- 1106 – Rikissa av Polen, Västergötlands drottning 1127–1130 (gift med Magnus Nilsson) och Sveriges drottning från 1148 (gift med Sverker den äldre)
- 1484 – Antonio da Sangallo den yngre, italiensk arkitekt
- 1526 – Marc Antoine Muret, fransk humanist
- 1573 – Kristina av Holstein-Gottorp, svensk riksföreståndargemål 1599–1604 och Sveriges drottning 1604–1611 (gift med Karl IX)
- 1577 – Kristian IV, kung av Danmark och Norge 1588–1648
- 1589 – Johan Kasimir av Pfalz-Zweibrücken, tysk greve, pfalzgreve och hertig, informell innehavare av det svenska riksskattmästareämbetet 1622–1634, gift med Gustav II Adolfs syster Katarina och far till Karl X Gustav
- 1666 – Pierre Legros den yngre, fransk barockskulptör
- 1757 – Philip Barton Key, amerikansk federalistisk politiker och jurist, kongressledamot 1807–1813
- 1777 – Henry Clay, amerikansk statsman, senator för Kentucky 1806–1807 och 1809–1810, USA:s utrikesminister 1825–1829
- 1791 – Francis Preston Blair, amerikansk journalist och politiker
- 1792 – John Lambton, brittisk statsman, Storbritanniens Lord Privy Seal 1830–1833, generalguvernör över Kanada 1838–1839
- 1799
  - Samuel McRoberts, amerikansk politiker, senator för Illinois 1841–1843
  - Henri Druey, schweizisk politiker
- 1801 – Joseph Lanner, österrikisk kompositör och violinist
- 1804 – George W. Jones, amerikansk demokratisk politiker och diplomat, senator för Iowa 1848–1859
- 1821 – Samuel G. Arnold, amerikansk republikansk politiker, senator för Rhode Island 1862–1863
- 1828 – Charles Foster, amerikansk republikansk politiker, guvernör i Ohio 1880–1884, USA:s finansminister 1891–1893
- 1839 – Nikolaj Przjevalskij, rysk upptäcktsresande
- 1845 – Gustaf Cederström, svensk historiemåleri
- 1869 – Henri Landru, fransk seriemördare
- 1871 – Ioannis Metaxas, grekisk general, Greklands premiärminister och diktator 1936–1941
- 1874 – William B. Bankhead, amerikansk demokratisk politiker, talman i USA:s representanthus 1936–1940
- 1879
  - Fred H. Brown, amerikansk demokratisk politiker och befattningshavare, guvernör i New Hampshire 1923–1925, senator för samma delstat 1933–1939
  - Luke Lea, amerikansk demokratisk politiker, affärsman och publicist, senator för Tennessee 1911–1917
- 1881 – Earle B. Mayfield, amerikansk demokratisk politiker, senator för Texas 1923–1929
- 1883 – Otto Bartning, tysk arkitekt och arkitekturteoretiker
- 1884 – Otto Meyerhof, tysk-amerikansk fysiolog, mottagare av Nobelpriset i fysiologi eller medicin 1922
- 1885
  - Robert Delaunay, fransk målare
  - Jullan Kindahl, svensk skådespelare och sångare
- 1887 – Harold Lockwood, amerikansk skådespelare
- 1893 – Robert Harron, amerikansk skådespelare
- 1895 – Robert Mulka, tysk SS-officer och krigsförbrytare
- 1897 – Ruth Berglund, svensk operasångare
- 1903 – Jan Tinbergen, nederländsk ekonom, mottagare av Sveriges Riksbanks pris i ekonomisk vetenskap till Alfred Nobels minne 1969
- 1904 – Glen H. Taylor, amerikansk politiker, senator för Idaho 1945–1951
- 1905 – Warren Magnuson, amerikansk demokratisk politiker, senator för Washington 1944–1981
- 1908 – Virginia Cherrill, amerikansk skådespelare
- 1915 – Theodore Roosevelt Taylor, amerikansk bluesgitarrist och sångare med artistnamnet Hound Dog
- 1916 – Alfie Bass, brittisk skådespelare
- 1923 – Ann Miller, amerikansk skådespelare, sångare och dansare
- 1931 – Jacqueline Delman, svensk-engelsk opera-, romans- och oratoriesångerska samt pianist
- 1932
  - Lakshman Kadirgamar, lankesisk politiker, Sri Lankas utrikesminister 1994–2001 och 2004–2005
  - Herbert B. Khaury, libanesisk-polsk-amerikansk sångare, ukulelespelare och musikarkivarie med artistnamnet Tiny Tim
- 1933
  - Olof Buckard, svensk satiriker och imitatör
  - Montserrat Caballé, spansk operasångare (sopran)
- 1940 – Herbie Hancock, amerikansk jazzmusiker, pianist och kompositör
- 1941 – Bobby Moore, brittisk fotbollsspelare, VM-guld 1966
- 1942 – Carlos Reutemann, argentinsk racerförare och politiker
- 1946 – Ed O'Neill, amerikansk skådespelare
- 1947
  - Tom Clancy, amerikansk thrillerförfattare
  - David Letterman, amerikansk programledare
- 1948 – Joschka Fischer, tysk politiker, Tysklands utrikesminister 1998–2005
- 1951 – Tim Walberg, amerikansk republikansk politiker, kongressledamot 2007–2009
- 1953
  - Ronny Eriksson, svensk sångare, låtskrivare och komiker, medlem i gruppen Euskefeurat
  - Niklas Rådström, svensk författare och manusförfattare
  - Peter Bradley, brittisk labourpolitiker, parlamentsledamot 1997–2005
  - Anne Abernathy, amerikansk rodelåkare
- 1955
  - Fabian Hamilton, brittisk labourpolitiker, parlamentsledamot 1997–
  - Viktor Arnar Ingólfsson, isländsk civilingenjör och författare
- 1956 – Andy García, kubansk-amerikansk skådespelare
- 1957 – Inga-Lill Andersson, svensk skådespelare
- 1959 – Anna-Lena Bergelin, svensk författare, komiker, sångare och skådespelare
- 1960
  - Mats Blomgren, svensk skådespelare
  - Tomas Jonsson, svensk ishockeyspelare, VM-guld 1991, OS-guld 1994
- 1961 – Lisa Gerrard, australisk musiker, sångare och kompositör
- 1963 – Lydia Cacho, mexikansk feminist, människorättskämpe, journalist och författare
- 1964 – Ulf Ohlsson, svensk travkusk
- 1966 – Rigmor Gustafsson, svensk jazzsångare
- 1968 – Leena Meri, finländsk politiker
- 1971 – Shannen Doherty, amerikansk skådespelare
- 1979
  - Claire Danes, amerikansk skådespelare
  - Jennifer Morrison,  amerikansk skådespelare
- 1980 – Brian McFadden, irländsk artist och låtskrivare, medlem i gruppen Westlife
- 1982 – Easton Corbin, amerikansk countrysångare
- 1983 – Jelena Dokić, serbisk-australisk tennisspelare
- 1986 – Jonathan Pitroipa, burkinsk fotbollsspelare
- 1987 – Brendon Urie, amerikansk sångare, medlem i gruppen Panic! at the Disco
- 1991 – Magnus Pääjärvi Svensson, svensk ishockeyspelare

## Avlidna
- 238
  - Gordianus II, omkring 46, romersk kejsare sedan 22 mars detta år (stupad)
  - Gordianus I, omkring 79, romersk kejsare sedan 22 mars detta år (självmord)
- 352 – Julius I, påve sedan 337
- 691 – Theoderik III, omkring 34 eller 39, frankisk kung av Neustrien och Burgund sedan 675 samt av hela Frankerriket sedan 679
- 1167 – Karl Sverkersson, omkring 37, kung av Sverige sedan 1161 (mördad)
- 1555 – Johanna den vansinniga, 75, regerande drottning av Kastilien sedan 1504 och av Aragonien sedan 1516
- 1704 – Jacques-Bénigne Bossuet, 76, fransk teolog, biskop av Meaux och talesman för gallikanismen
- 1837 – Abner Lacock, 66, amerikansk demokratisk-republikansk politiker, senator för Pennsylvania 1813–1819
- 1887 – Gottfried von Neureuther, 76, tysk arkitekt
- 1891 – Robert Waterman, 64, amerikansk republikansk politiker, guvernör i Kalifornien 1887–1891
- 1895 – Johan De la Gardie, 43, svensk godsägare och riksdagsman
- 1901 – Louis Auguste Sabatier, 61, fransk protestantisk teolog
- 1913 – John B. Henderson, 86, amerikansk politiker och jurist, senator för Missouri 1862–1869
- 1918 – Robert F. Broussard, 53, amerikansk demokratisk politiker, senator för Louisiana sedan 1915
- 1920 – Teresa de Los Andes, 19, chilensk karmelitnunna och helgon
- 1933 – Adelbert Ames, 97, amerikansk general och republikansk politiker, guvernör i Mississippi 1868–1870 och 1874–1876
- 1938 – Fjodor Sjaljapin, 65, rysk operasångare
- 1945 – Franklin D. Roosevelt, 63, amerikansk demokratisk politiker, guvernör i New York 1929–1932, USA:s president sedan 1933
- 1946 – Marian Zyndram-Kościałkowski, 54, polsk politiker, Polens premiärminister 1935–1936
- 1954 – Dwight Griswold, 60, amerikansk republikansk politiker, guvernör i Nebraska 1941–1947, senator för samma delstat sedan 1952
- 1962 – Mokshagundam Visvesvarayya, 100, indisk ingenjör
- 1965 – Olle Björling, 55, svensk konsertsångare (tenor)
- 1968 – Franz Pfeffer von Salomon, 80, tysk militär
- 1969 – Judith Hörndahl, 85, svensk operasångare
- 1971 – Igor Jevgenjevitj Tamm, 75, sovjetisk fysiker, mottagare av Nobelpriset i fysik 1958
- 1973 – Arthur Freed, 78, amerikansk textförfattare och filmproducent
- 1975 – Freda Josephine MacDonald, 68, fransk-amerikansk dansös, sångare och varietéartist med artistnamnet Joséphine Baker
- 1980 – Sonja Wigert, 66, norsk-svensk skådespelare
- 1981
  - Tor Bergström, 80, svensk sångtextförfattare, manusförfattare och kompositör
  - Joe Louis, 66, amerikansk tungviktsboxare
- 1983 – Desmond Bagley, 59, brittisk thrillerförfattare
- 1987 – Roar Colbiørnsen, 91, norsk barnboksförfattare
- 1988 – Alan Paton, 85, sydafrikansk författare och liberal politiker
- 1993 – Dagmar Gille, 90, svensk operettsångare
- 1997 – George Wald, 90, amerikansk fysiolog, mottagare av Nobelpriset i fysiologi eller medicin 1967
- 2008 – Patrick Hillery, 84, irländsk politiker, Irlands president 1976–1990
- 2009
  - Marilyn Chambers, 56, amerikansk porrskådespelare och politiker
  - Hans Kleppen, 102, norsk backhoppare
  - Eve Kosofsky Sedgwick, 58, amerikansk forskare inom queerteori och genusvetenskap
- 2014 – Maurício Alves Peruchi, 24, brasiliansk fotbollsspelare
- 2016
  - Göran Palm, 85, svensk författare
  - Arnold Wesker, 83, brittisk dramatiker och författare
- 2017 – Charlie Murphy, 57, amerikansk skådespelare och författare
- 2022 – Gilbert Gottfried, 67, amerikansk komiker
- 2023 – Jacques Gaillot, 87, fransk katolsk biskop
- 2025 – Stefan Hultman, 61, svensk travkusk och travtränare